# 메흐메트 귄쉬르
메흐메트 귄쉬르(튀르키예어: Mehmet Günsür, 1975년 5월 8일~)는 튀르키예의 배우, 모델이다. 이스탄불의 파티흐에서 태어났으며 타타르족이기도 하다.

## 작품 목록

### 영화
- 이스탄불 레드 (2017년)
- 자매의 사랑 (2014년)
- 러브 저스트 어 코인시던스 (2011년)
- 목소리 (2010년) - 아누르 역
- 폴 다운 데드 (2007년)